# Maps (柴咲コウの曲)
『Maps』(マップス)は、柴咲コウの配信限定シングル。

## 解説
本作は、柴咲コウの芸能生活20周年を記念して行われた12ヶ月連続プレスリリースの第11弾として発表されたものであり、アメリカのバンドのマルーン5の楽曲の中でも人気の高い曲の1つである同楽曲を日本語でカバーしたものであり、原曲の世界観を描き出す歌詞とメロディを踏襲しつつ、原曲には見られなかったアレンジとサウンドに仕上げたのだと言う。
本作は、音楽出版Downtown Musicとのコラボレーションとなっている他、同社のTakeo Saito氏との出会いを経て今回の楽曲制作が実現したのだと言う。
柴咲は今回の楽曲に関して「Maroon5のいちファンである者としてこの曲をカバーさせて貰えた事は非常に光栄な事に思っています。Jazztronikの野崎良太さんが手掛けるアレンジが加わり、オリジナルが持つ曲としての良さや質を大事にしつつも、原曲にはなかった新たなサウンドや世界観を取り入れながらも、歌詞の世界観はオリジナルとは変えずにそのままの状態で歌わせていただきました。」と語っている。

## 収録曲
1. Maps
作詞：Atsushi Akino(Tsuru)/作曲：Adam Levine、Ammar Malik、Benjamin Levin、Noel Zancanella、Ryan Tedder/編曲：野崎良太